# Oncideres captiosa
Oncideres captiosa är en skalbaggsart som beskrevs av Martins 1981. Oncideres captiosa ingår i släktet Oncideres och familjen långhorningar.
Artens utbredningsområde är Paraguay. Inga underarter finns listade i Catalogue of Life.